# Turceni
Turceni là một xã thuộc hạt Gorj, România. Dân số thời điểm năm 2002 là 8582 người.